# Calau galtagrís
El calau galtagrís o calau de galtes grises (Bycanistes subcylindricus) és una espècie d'ocell de la família dels buceròtids (Bucerotidae) que habita sabanes i boscos poc densos de Sierra Leone, Libèria, Costa d'Ivori, Ghana, Togo, Benín, Nigèria, sud del Camerun, Guinea Equatorial, el Gabon, República Centreafricana, nord i est de la República Democràtica del Congo, el Sudan del Sud, Uganda, oest de Kenya, Ruanda, Burundi, nord-oest de Tanzània i nord-est d'Angola.